# Unreal Tournament (reboot)
Unreal Tournament  è il settimo videogioco della saga Unreal e il seguito di Unreal Tournament 3, considerato come il reboot della serie Tournament. È stato annunciato l'8 maggio 2014, durante un evento della Epic Games trasmesso in diretta su Twitch.
Il gioco utilizza il motore grafico Unreal Engine 4 ed è uno sparatutto in prima persona pensato principalmente per il multiplayer. A differenza degli altri capitoli della serie, è completamente gratuito e sviluppato attraverso il crowdsourcing. Lo sviluppo era focalizzato soprattutto sulle piattaforme Microsoft Windows, macOS e Linux.
Nel 2018 lo sviluppo del gioco è stato interrotto, sebbene il titolo resti disponibile sul sito ufficiale in versione pre-alpha.

## Sviluppo
Lo sviluppo del gioco cominciò il giorno stesso dell'annuncio, l'8 maggio 2014. Era sviluppato in collaborazione di un piccolo team di programmatori di Epic Games, i fan e gli sviluppatori di Unreal Engine 4. Per contribuire era necessario essere uno sviluppatore di Unreal Engine 4, ma i fan potevano condividere condividere i loro progetti sul forum ufficiale di Epic Games. I contributi rientravano in numerosi campi, tra cui game designing e la realizzazione di concept art. Il lavoro svolto veniva esposto e recensito periodicamente tramite delle dirette su Twitch. I compositori della colonna sonora dell'originale Unreal Tournament, Alexander Brandon e Michiel van den Bos, si dichiararono disponibili a prendere parte al progetto, componendo nuove tracce musicali e rivisitando le classiche del titolo del 1999.
Il 13 agosto 2014 venne pubblicata una prima versione giocabile in stato di pre-alpha, con aggiornamenti previsti settimanalmente. Il 2 marzo 2015 il codice sorgente fu interamente reso disponibile su GitHub a tutti gli sviluppatori Unreal Engine 4.
Come dichiarato dal team di sviluppo, il gioco avrebbe dovuto essere completamente gratuito, non avrebbe cioè seguito il modello free-to-play con microtransazioni. Sarebbe stato invece finanziato da un marketplace dove sviluppatori, modder e giocatori avrebbero potuto offrire, comprare e vendere mod e contenuti e i ricavati divisi tra i creatori dell'oggetto ed Epic Games.
Nel 2018 il team di sviluppatori si focalizzò su Fortnite e successivamente lo sviluppo di Unreal Tournament venne interrotto, pur continuando a essere giocabile e disponibile per il download.